# الکساندر کوبرن، بارون دوازدهم
سِـر الکساندر جیمر ادموند کوبرن، بارون دوازدهم (انگلیسی: Sir Alexander James Edmund Cockburn, 12th Baronet؛ ‏ ‎/ˈkoʊbərn, -bɜːrn/‎ ‏ KOH-bərn -burn؛ ‏ ۲۴ دسامبر ۱۸۰۲ – ۲۰ نوامبر ۱۸۸۰) وکیل، قاضی، حقوق‌دان، سیاستمدار اهل بریتانیا بود.
کوبرن در ترینیتی هال دانشگاه کمبریج در رشته حقوق مدنی تحصیل کرد و بعدها مدرک کارشناسی حقوق دریافت نمود و فِـلو شد. وی به زبان فرانسوی تسلط کامل داشت و با زبان‌های آلمانی، ایتالیایی، اسپانیایی هم آشنایی داشت.
او در سال ۱۸۴۷ در انتخابات پارلمان شرکت کرد و بدون رای مخالف به عنوان نماینده حزب لیبرال بریتانیا از ساوتهمپتون انتخاب شد. سخنرانی او در مجلس عوام به نمایندگی از دولت بریتانیا در مناقشه دان پاسیفیکو با یونان، تحسین لُرد جان راسل را برانگیخت، که او را در سال ۱۸۵۰ به عنوان وکیل مدافع کل بریتانیا و در سال ۱۸۵۱ به عنوان دادستان کل بریتانیا منصوب کرد و این سِمَت را تا اسفعفا از وزارت در فوریه ۱۸۵۲ حفظ کرد.